# Bernard Renault
Bernard Renault (1836 — 1904) foi um paleobotânico francês.